# Neferneferuaton
Ankheperura Meri-Neferkheperura (anche -Meri-Uaenra e -Meri-Aton Neferneferuaton) è il nome con cui varie antiche fonti egizie si riferiscono a una sovrana, non identificata, della XVIII dinastia: probabilmente alla regina Nefertiti, Grande sposa reale del faraone Akhenaton (1351 a.C. - 1334/3 a.C.), o alla loro primogenita Merytaton. Le evidenze archeologiche indicano che una donna regnò come faraone nei momenti finali della XVIII dinastia, durante l'epilogo dell'eresia amarniana. Il suo sesso è confermato da alcune forme femminili correlate al suo cartiglio, e soprattutto dall'epiteto Akhet-en-hyes ("Utile al Suo Sposo") incorporato in una versione del suo secondo cartiglio.
Non deve essere confusa col faraone Smenkhara, che fra i suoi nomi annoverava Ankheperura (per intero: Ankheperura Smenkhara-Djeser-Kheperu), ma privato di ogni epiteto, né con Neferneferuaton Tasherit.

## Cronologia generale
Nel corso di un simposio del 2011 su Horemheb, al Metropolitan Museum of Art, la cronologia generale della tarda XVIII dinastia è stata così illustrata:
| Re                          | Anni di regno (appross.) |
| --------------------------- | ------------------------ |
| Akhenaton                   | 17 anni                  |
| Ankheperura Neferneferuaton | 2+ anni                  |
| Ankheperura Smenkhara       | 1 anno                   |
| Tutankhaton/Tutankhamon     | 10 anni                  |
| Ay                          | 3 anni                   |
| Horemheb                    | 14 anni                  |

Non esiste un consenso generale sull'ordine di successione di Neferneferuaton e Smenkhara. A causa della grave scarsità di prove che permettano di fissare le date dei loro regni con certezza, l'ordine di successione dipende dall'interpretazione soggettiva delle evidenze archeologiche conservatesi. Gli studi più antichi, basati su una tradizione nata intorno al 1845, ponevano Smenkhara immediatamente dopo Akhenaton; altri tendevano a fondere Neferneferuaton e Smenkhara in un unico individuo. Il periodo che intercorre tra il 13º anno di regno di Akhenaton e l'incoronazione di Tutankhamon sono estremamente oscuri. I regni di Smenkhara e Neferneferuaton furono molto brevi e lasciarono poche tracce, in monumenti e iscrizioni, a chiarire gli eventi politici di quegli anni. Inoltre, Neferneferuaton aveva lo stesso prenomen, o nome regale, di Smekhara - mentre il suo nome di nascita era il medesimo della regina Nefertiti. Ciò rese molto ardue le ricostruzioni biografiche di questi personaggi. Gli stessi egizi cercarono di cancellare le tracce dell'esistenza dei faraoni devoti ad Aton. Il suo successore negò a Neferneferuaton una sepoltura regale e successivamente, durante il regno di Horemheb, l'intero periodo di Amarna cominciò a essere anatemizzato e i sovrani da Akhenaton ad Ay furono cancellati dalla storia: i loro anni di regno furono assegnati a Horemheb, che così sembrò aver regnato per svariati decenni. Come conseguenza di ciò, per ricostruire le vicende di questi personaggi è spesso necessario ricostruire iscrizioni raschiate e coperte da altre iscrizioni.
A causa di evidenze archeologiche così oscure ed equivoche, il nome, il sesso, le parentele, l'identità e la stessa esistenza di Neferneferuaton sono stati oggetto di dibattito fra gli egittologi. L'assenza di un nome unico è una continua fonte di incertezza nei libri e nelle pubblicazioni anteriori ai primi anni '80: un oggetto caratterizzato dal nome di Smenkhara, di fatto, tende a recare il cartiglio con il nome Ankheperura, il che rende dubbia l'appartenenza dell'oggetto tra Ankheperura Neferneferuaton e, appunto, Ankhkheperura Smenkhara.

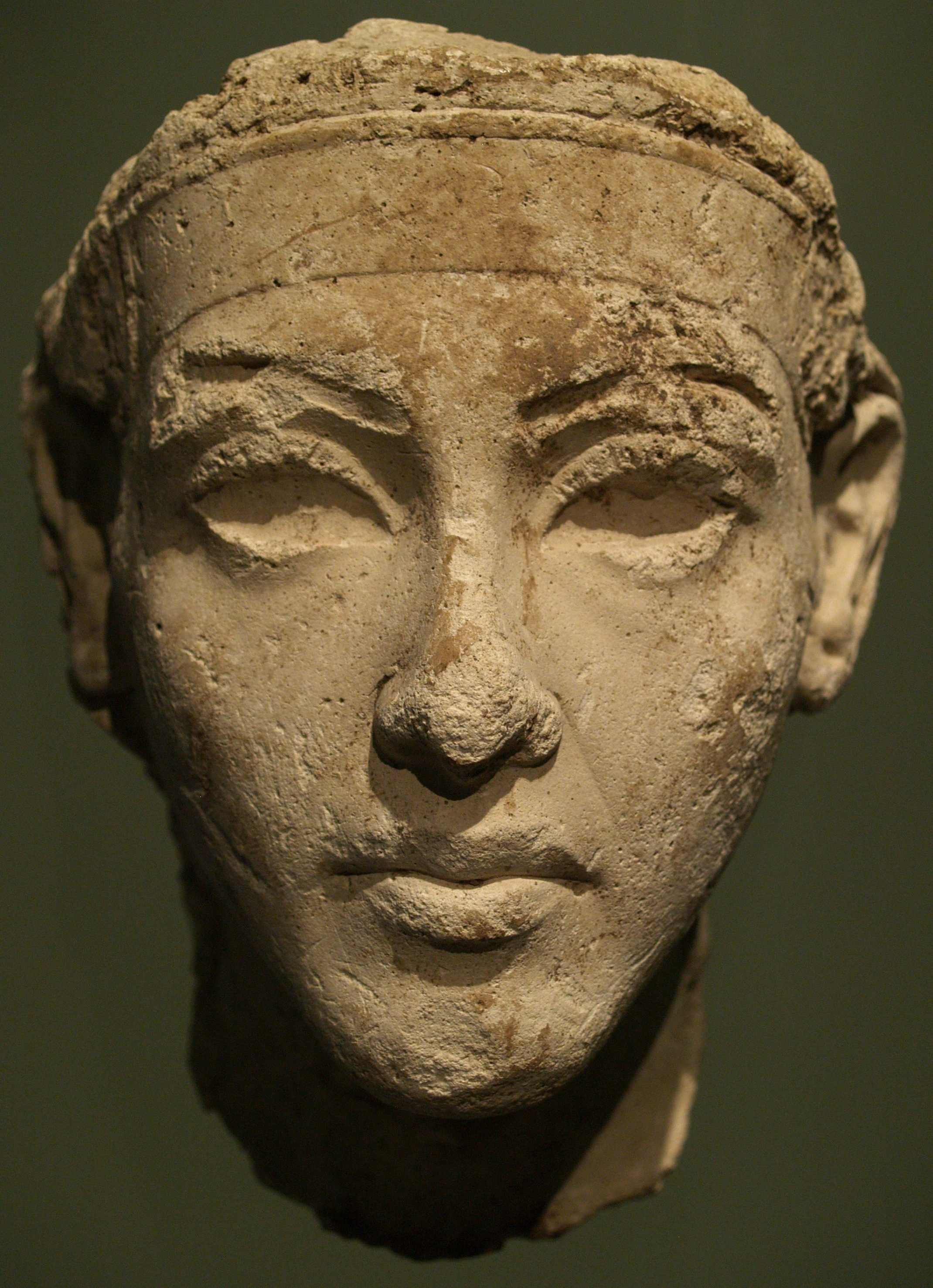
Testa di Akhenaton. Ägyptisches Museum und Papyrussammlung, Neues Museum, Berlino.

### Manetone
Manetone fu un sacerdote del III secolo a.C., cioè dell'epoca tolemaica. La sua opera storiografica sull'antico Egitto, Aegyptiaka, suddivise la storia egizia in dinastie, le quali sono ancora alla base degli studi sull'Egitto. Questa opera è andata perduta ed è conosciuta solo tramite frammenti citati da commentatori o epitomatori. D'altronde, dopo la damnatio memoriae di Akhenaton e dei suoi successori, Manetone resta l'unica fonte antica relativamente esplicita. L'Epitome di Manetone, un antico riassunto della sua opera, descrive la tarda XVIII dinastia iniziando con "Amenofi per 30 anni e 10 mesi", che coincide con Amenofi III. Segue "suo figlio Orus per 36 anni e 5 mesi", frequentemente interpretato come una corruzione del nome di Horemheb, con l'intero arco temporale di Amarna attribuito a lui solo (ma altri identificano questo Orus con Akhenaton). Poi viene "sua figlia Achencheres per 12 anni e 1 mese, poi suo fratello Rathotis per 9 anni". Secondo l'egittologo Marc Gabolde, Achencheres sarebbe Neferneferuaton, con un mero errore di trascrizione che avrebbe portato 2 anni e 1 mese a essere registrati come 12 anni e 1 mese (altri identificano Achencheres con Akhenaton: di fatto, somiglia sia al nome Akhenaton che al nome Ankheperura). Molti concordano che Rathotis sia Tutankhamon. Rathotis è seguito da "suo figlio Achencheres per 12 anni e 5 mesi, poi suo figlio Achencheres II per 12 anni e 3 mesi" che sono totalmente inspiegabili e dimostrano i limiti dell'opera di Manetone.
Quindi Ankheperura Neferneferuaton sarebbe la Achencheres in questione, che diventa Acherres per Sesto Africano e Achencherses per Eusebio di Cesarea, sempre con 12 anni, del tutto inverosimili e inattendibili, di regno. Il fatto che Manetone, pur soggetto a frequenti errori cronologici e di durate dei regni, la definisca "sua figlia" (di Oros, che è da leggersi come Akhenaton) sembra avvalorare l'identificazione di Neferneferuaton con Merytaton.

## Evidenze archeologiche

### Ankheperura Smenkhara

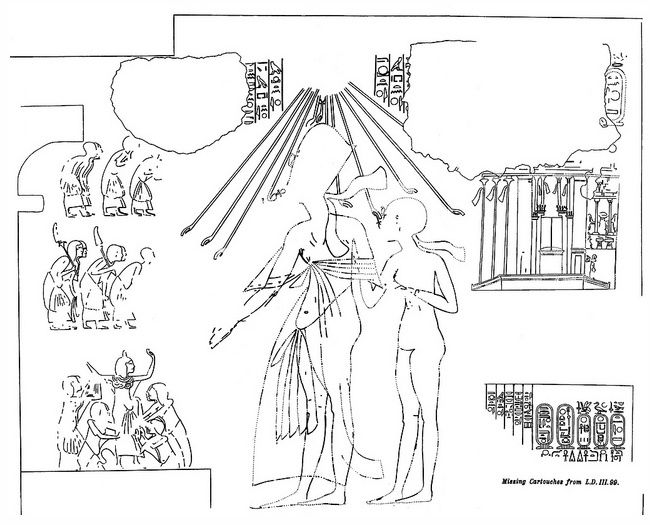
Riproduzione della rappresentazione di Smenkhara e Merytaton nella tomba di Merira II. Disegno di Karl Richard Lepsius.

Vari oggetti si sono rivelati fondamentali per la lenta scoperta dell'esistenza, del sesso e dell'identità di Neferneferuaton, e continuano a essere alla base delle teorie su di lei.
- Il nome di re Ankheperura Smenkhara-Djeser-Kheperu è noto fin dal 1845, quando fu osservato sulle pareti della tomba del funzionario Merira II, maggiordomo di Nefertiti. Questo faraone e Merytaton, la quale reca il titolo di Grande sposa reale, compaiono nell'atto di premiare il proprietario della tomba per i suoi servigi. I nomi del re sono ormai caduti dalla parete, ma furono copiati da Lepsius nel 1850[10].
- Un vasetto sferico[11] rinvenuto nella Tomba di Tutankhamon reca entrambi i doppi cartigli sia di Akhenaton che di Smenkhara. È l'unico oggetto recante, uno accanto all'altro, i nomi dei due faraoni[12].

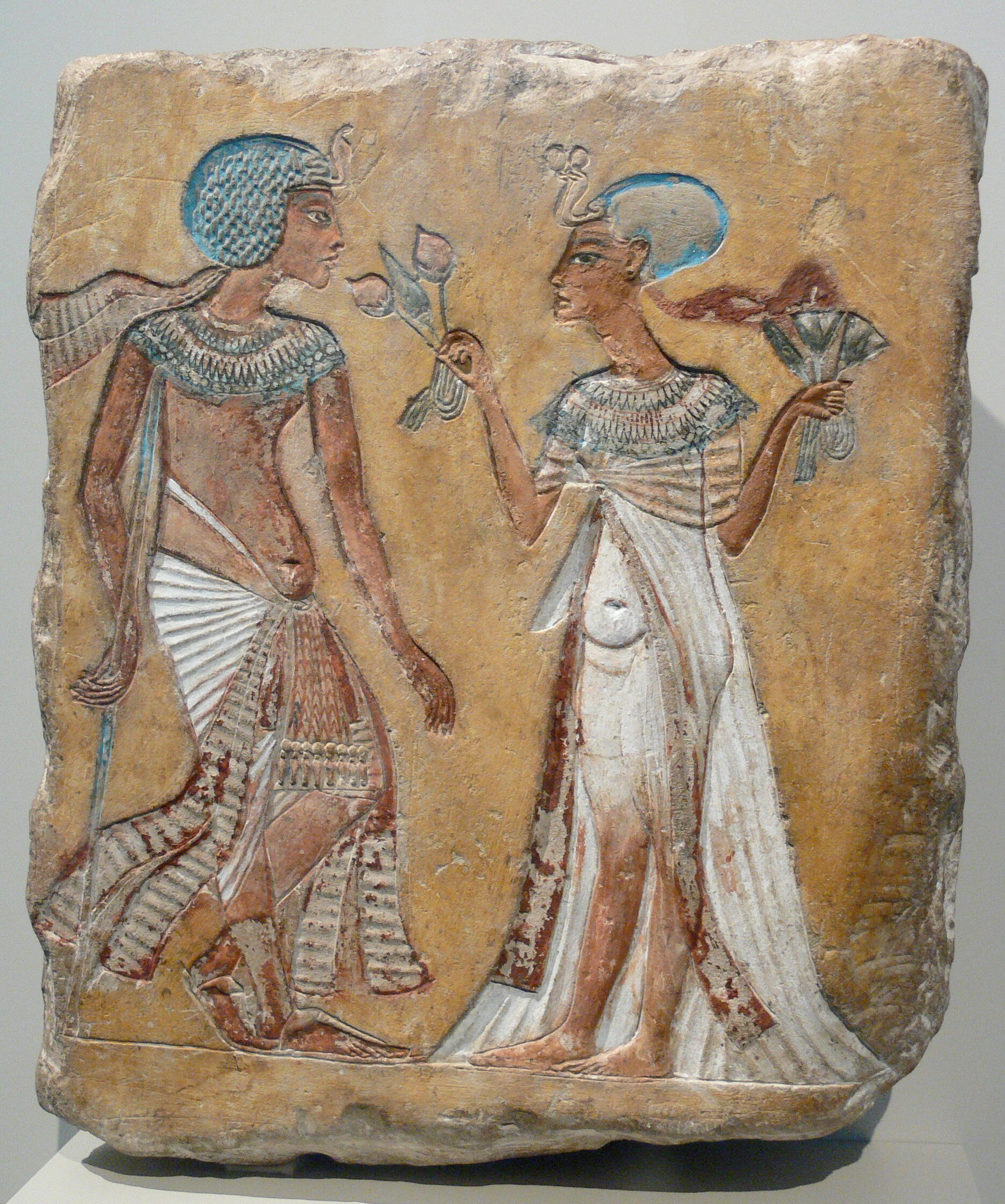
Questa rappresentazione su calcare di una coppia reale di Akhetaton in un giardino potrebbe raffigurare Smenkhara e Merytaton. Ägyptisches Museum und Papyrussammlung, Neues Museum, Berlino.

Questi due indizi sono stati interpretati, in passato, come dimostrazione che i due furono coreggenti. La scena della tomba di Merira II non è però datata e Akhenaton non vi è raffigurato né menzionato nelle iscrizioni. Non è noto con certezza quando morì il proprietario della sepoltura o se abbia vissuto abbastanza per servire un altro re. Anche il vasetto sembrerebbe suggerire una condivisione del potere fra Akhenaton e Smenkhara, ma potrebbe anche trattarsi del caso di un faraone che intende ricollegarsi a un predecessore; la semplice adiacenza dei quattro nomi di due re su un reperto non è esplicitamente indicativa di una coreggenza. Come molti altri oggetti del periodo, questi indizi sono suggestivi ma non definitivi. 
- Incontrovertibili immagini di Smenkhara sono molto rare. Al di fuori della tomba di Merira II, l'immagine di una coppia reale amarniana in un giardino, su un frammento di calcare conservato a Berlino, è spesso attribuita a lui. Questo reperto non reca alcuna iscrizione ma, siccome i due personaggi non somigliano a Tutankhamon e alla sua regina Ankhesenamon, sono stati generalmente identificati con Smenkhara e la sua regina Merytaton; nemmeno Akhenaton e Nefertiti sono esclusi.
- Una singola etichetta di una giara di vino con la dicitura "Anno 1, vino della casa di Smenkhara" indica che ebbe probabilmente un regno molto breve (altrimenti se ne sarebbero rinvenute altre, con indicazioni temporali più alte)[15]. In aggiunta, un'altra etichetta è datata al 1º anno, dalla "Casa del defunto Smenkhara" fu utilizzata per collocare la morte di Smenkhara durante il raccolto del 1º anno del suo regno; più recentemente, è stata proposta l'interpretazione che il suo possedimento avrebbe continuato a produrre vino all'inizio del regno del suo successore.
- Esistono alcuni anelli con buona parte del nome di Smenkhara[16][17], ad esempio il reperto UC23800 del Petrie Museum di Londra. L'anello reca chiaramente i geroglifici del nome "...Djeser-Kheperu" preceduti da un geroglifico ("...ka") del nome Smenkhara[18][19].
- Un blocco di pietra con i nomi quasi completi di Smenkhara e della Grande sposa reale Merytaton è stato registrato e copiato, ma oggi è andato perduto.

### Ankheperura Neferneferuaton

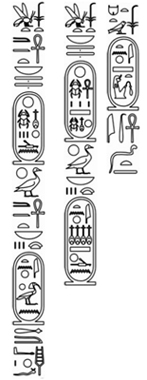
Trascrizione delle parole sulla scatola "Carter 001k".

Un certo numero di reperti provenienti dalla Tomba di Tutankhamon (KV62) fu originariamente creato per Neferneferuaton. Fra di essi, un magnifico pettorale d'oro raffigurante la dea Nut, classificato con la sigla Carter 261p(1). Altri elementi con tracce di Neferneferuaton sono il sarcofago di pietra, alcune bende della mummia, statuette regali, vasi canopi, cofanetti, tappi di vasi, vari bracciali e alcuni ushabti. Si ritiene, in base a parti di testo non modificabili a seconda del cambiamento del sesso del soggetto, che alcuni reperti siano stati fabbricati per una donna. L'archeologo Nicholas Reeves ha ipotizzato, nel 2001, che la celebre maschera d'oro di Tutankhamon potrebbe essere stata creata per la regina Neferneferuaton, siccome il suo nome regale, Ankheperura, in parte modificato, è stato individuato in un cartiglio sulla maschera stessa.
- Mentre le immagini di Smenkhara sono molto rare, eventuali immagini della regina Neferneferuaton sono del tutto sconosciute.
- Una scatola di particolare interesse (Carter 001k), sempre dalla Tomba di Tutankhamon, reca la seguente iscrizione[24]:

(Iscrizione della scatola "Carter 001k")
- L'iscrizione più conclusiva sull'esistenza di Neferneferuaton è una lunga iscrizione in caratteri ieratici incisa nella tomba di Pairi (TT139):

(Tomba di Pairi)

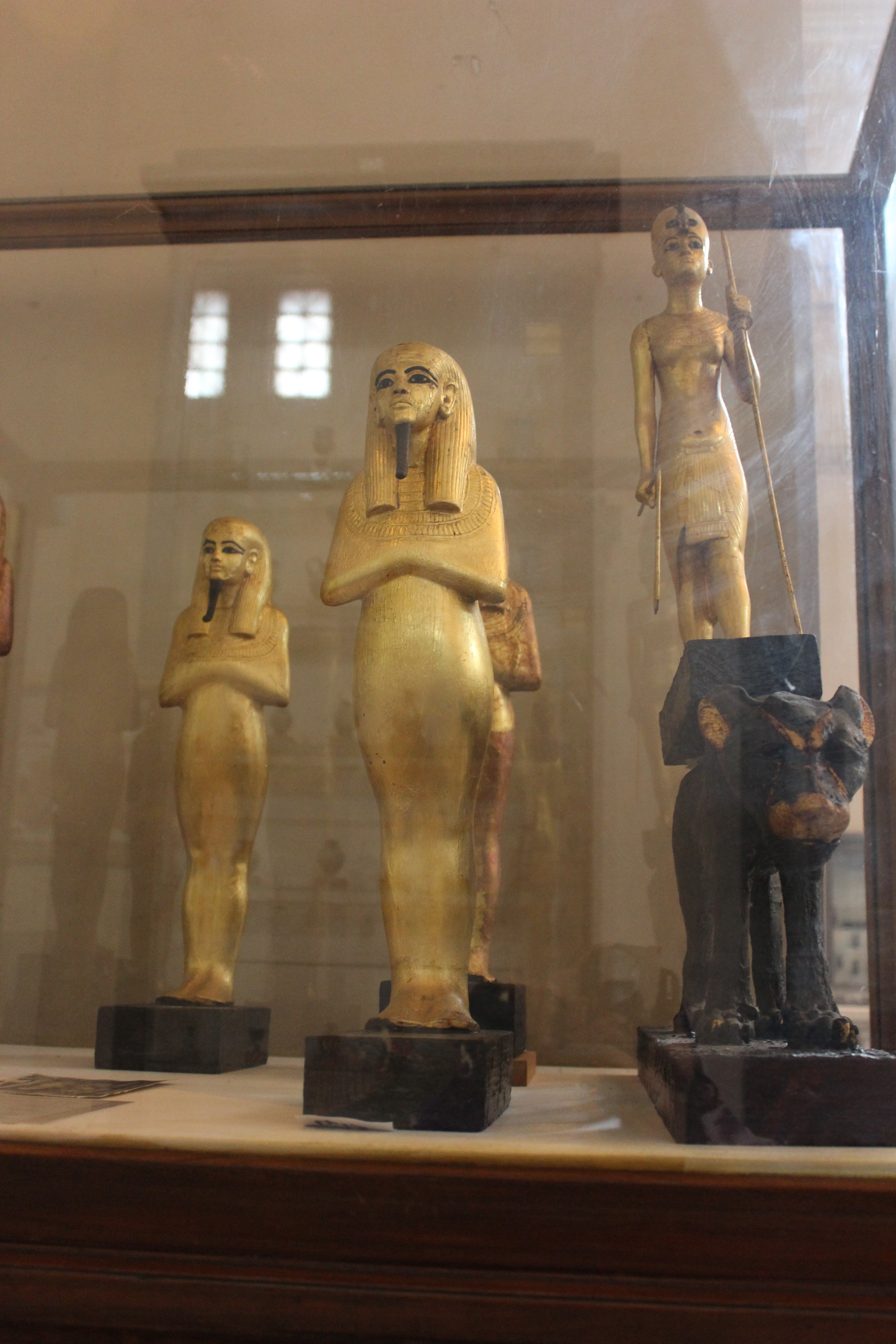
A destra, montata nella sua posizione originaria sul dorso di un leopardo, la statuetta di un faraone, con attributi decisamente femminili, rinvenuta nella Tomba di Tutankhamon. Museo egizio del Cairo.

L'osservazione dell'egittologo Nicholas Reeves sull'iscrizione di Pauah nella tomba di Pairi è la seguente:
(Nicholas Reeves)

## Faraone donna
Per qualche tempo, l'interpretazione più accettata di questi indizi archeologici fu che il giovane Smenkhara governò accanto ad Akhenaton come coreggente a partire, all'incirca, dal 15º anno di regno di quest'ultimo; il nome regale di Smenkhara sarebbe stato Ankheperura (Viventi sono le manifestazioni di Ra). A un certo punto, forse all'inizio del suo regno da solo, alla morte di Akhenaton, avrebbe mutato il proprio nome in Ankheperura Neferneferuaton. Secondo una interpretazione alternativa, re Neferneferuaton sarebbe stato la stessa Nefertiti (una versione, ritenuta piuttosto fantasiosa, di questa teoria vuole che si trattasse di Nefertiti camuffata da uomo, con il nome maschile Smenkhara, per regnare come legittimo successore e portare avanti a tutti i costi la rivoluzione religiosa). 

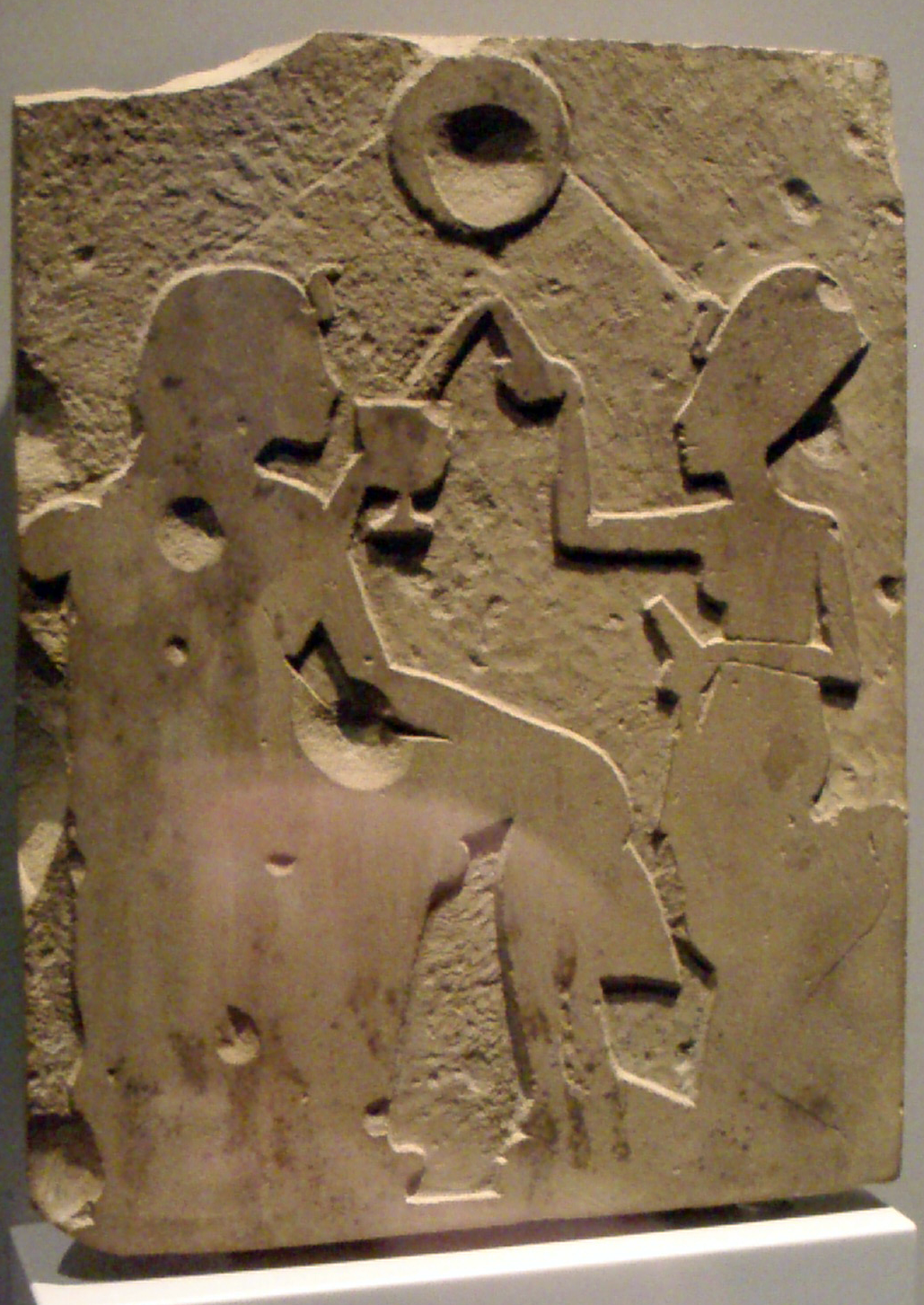
Un sovrano femminile, recante in capo la corona blu dei faraoni, mentre versa affettuosamente da bere ad Akhenaton. Ägyptisches Museum und Papyrussammlung, Altes Museum, Berlino.

La situazione rimase sostanzialmente immutata fino ai primi anni '70, quando l'egittologo inglese John Harris fece notare, in una serie di pubblicazioni, l'esistenza di diverse versioni del primo cartiglio che sembravano includere indicatori grammaticali del sesso femminile del soggetto e rintracciabili su diversi reperti nella Tomba di Tutankhamon, fra cui una statuetta di un faraone dall'aspetto piuttosto femminile, con un seno decisamente sviluppato anche per i canoni dell'arte amarniana, che favoriva l'androginia. 

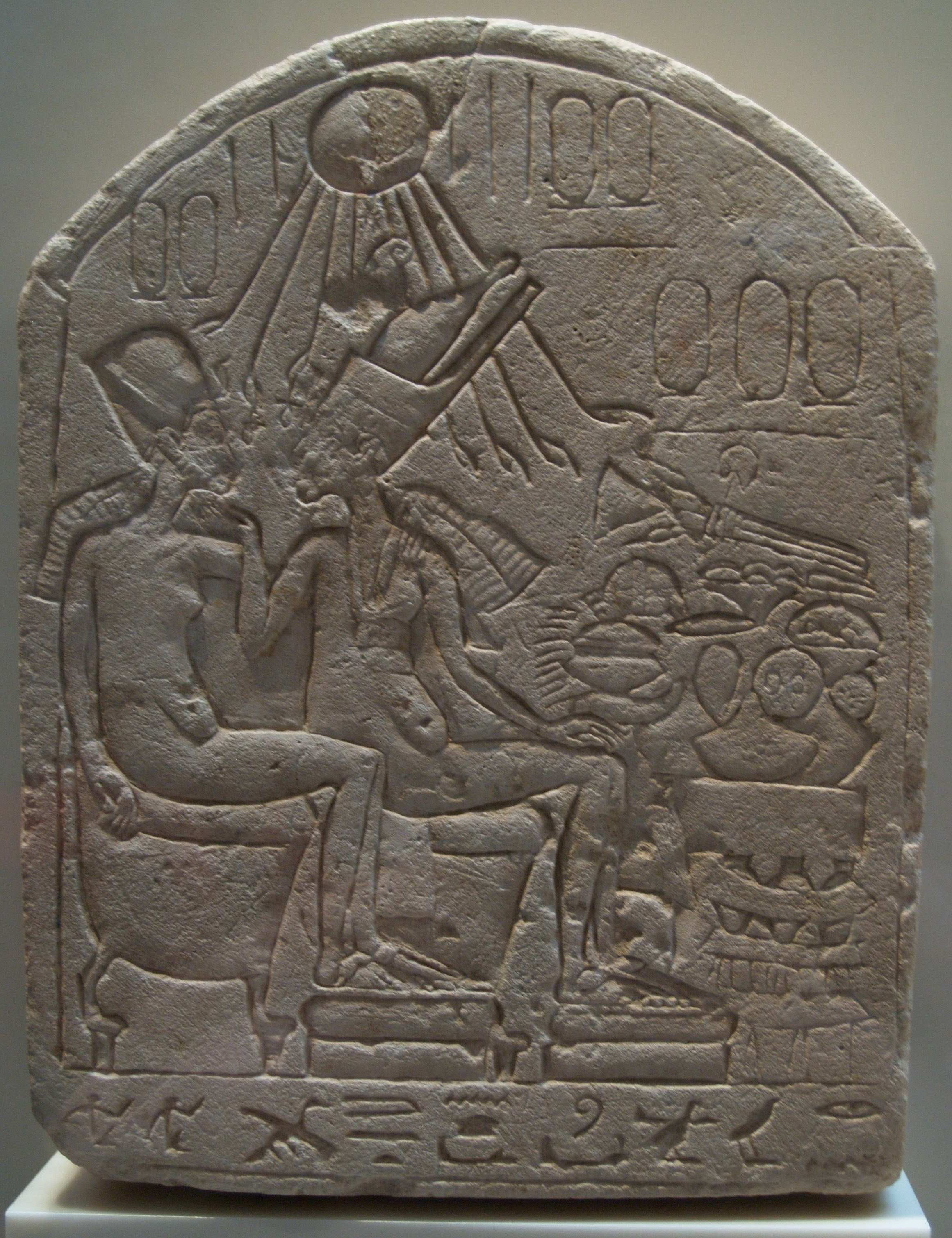
La Stele 17813 di Berlino, raffigurante un faraone che accarezza Akhenaton. Ägyptisches Museum und Papyrussammlung, Neues Museum, Berlino.

Esistono inoltre alcune stele, tutte incompiute o sfregiate, che accomunano due faraoni, riconoscibili dalle corone, in atteggiamenti affettuosi e perfino intimi. Fra queste:
- Una stele incompiuta[32] (#17813 di Berlino) rappresenta due sovrani, seduti, in una posa particolarmente intima. Una figura indossa la Doppia Corona dell'Alto e del Basso Egitto, mentre l'altra ha un copricapo simile a quello solitamente indossato da Nefertiti (presente anche nel suo famoso busto), ma che in questo caso è, di fatto, la corona blu dei faraoni, il khepresh[33]. L'egittologo Aidan Dodson ritiene, basandosi su questo reperto, che Nefertiti avrebbe raggiunto uno status pari a quello di un re, come si potrebbe evincere dalla corona, pur essendo sprovvista della completa titolatura faraonica con il doppio cartiglio.
- La stele 25574 di Berlino mostra due personaggi facilmente identificabili con Akhenaton e Nefertiti con il tipico copricapo dalla cima appiattita. Accanto a loro si trovano ben quattro cartigli vuoti (destinati quindi a due faraoni), uno dei quali appare piuttosto schiacciato. Secondo Nicholas Reeves, questo reperto fornirebbe importanti indizi sulla vicenda di Nefertiti: la figura di Nefertiti, con il copricapo tipico delle sue rappresentazioni da Grande sposa reale, sarebbe stata incisa prima della sua eventuale promozione a coreggente; quando ciò avvenne, l'artigiano dovette ricavare un quarto cartiglio in uno spazio a malapena sufficiente[34].
- Nel 1891, Flinders Petrie scoprì sette frammenti di calcare[35], parti di una stele privata (detta Stele della Coreggenza) e ora conservati al Petrie Museum di Londra[36]. Sui frammenti sono rintracciabili i due cartigli di Akhenaton e quello, singolo, di Ankheperura Meri-Uaenra Neferneferuaton Akhet-hen-hyes. "Akhet-hen-hyes" significa "Utile al Suo Sposo"[37].

### Ipotesi di una relazione omosessuale fra Akhenaton e un coreggente
Oggi la posizione di Ankheperura Neferneferuaton come coreggente femminile di Akhenaton sembra ovvia, ma la situazione inedita di sovrani succedutisi utilizzando il medesimo nome regale ha generato una notevole confusione fra gli studiosi. Gli atteggiamenti intimi, su varie stele, fra due sovrani in abiti maschili ha portato alla speculazione che si trattasse di una coppia omosessuale - eventualità ritenuta poco probabile e così commentata dall'egittologo italiano Franco Cimmino:
(Franco Cimmino)

### Ankhteperura e Ankheperura
Nel 1978, l'egittologo Rolf Krauss del Neues Museum di Berlino propose un compromesso sostenendo che, mentre Smenkhara/Neferneferuaton era un uomo,  sua moglie Merytaton potrebbe aver regnato con il praenomen femminile Ankhteperura (da non confondere con il maschile Ankheperura) dopo la morte di Akhenaton e prima dell'ascesa al trono di Smenkhara. Divenuto faraone, Smenkhara avrebbe assunto il praenomen, maschilizzato, di sua moglie, sposando la quale si sarebbe garantito il trono. Mentre queste teorie costituirono un passo importante per il riconoscimento di un sovrano femminile nella parte finale della vicenda di Amarna, d'altro canto generarono un nuovo dibattito su quali oggetti fossero ascrivibili a Merytaton e quali a Smenkhara.

### Distinzione fra Smenkhara e Neferneferuaton

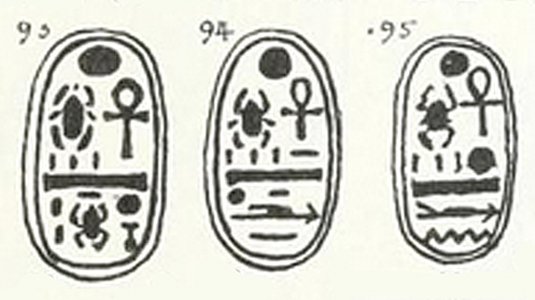
Ankheperura nella versione femminile (93, 94) e in quella maschile (95).
93: Ankheperura desiderata da Neferkheperura (Akhenaton).
94: Ankhteperura desiderata da Uaenra (Akhenaton).
95: Ankheperura desiderato da Uaenra.

Nel 1988, l'egittologo James Peter Allen avanzò la possibilità di distinguere Smenkhara da Neferneferuaton, puntualizzando sul fatto che il nome Ankheperura è individuabile in grafie differenti a seconda che fosse riferito a Smenkhara o a Neferneferuaton. Quando inscritto accanto a Neferneferuaton, il praenomen includeva un epiteto riferito ad Akhenaton, per esempio "Desiderato da Uaenra" (Uaenra era il praenomen di Akhenaton). Non esistono attestazioni delle versioni "lunghe" di questo nome (praenomen + epiteto) in presenza del nomen Smenkhara - così come la versione "corta" non è mai stata rinvenuta accanto al nomen Neferneferuaton. Nell'immagine qui accanto, la differenza tra la versione femminile e quella normale è minima: il suono -t, sia nel nome che nell'epiteto (o entrambi, come nel cartiglio n°94), che può risultare di difficile lettura, specialmente su oggetti di dimensioni ridotte.
Stando ad Allen, senza tenere conto degli elementi grammaticali femminili, tutti e tre questi nomi potrebbero riferirsi a un re Neferneferuaton, siccome includono epiteti che l'associano ad Akhenaton. In una pubblicazione del 1994, Allen ipotizzò che le diverse grafie del nome in questione avrebbero potuto riferirsi a due personalità differenti anziché a una sola: 
(James P. Allen)
Tempo dopo, l'egittologo francese Marc Gabolde notò che diversi oggetti dalla Tomba di Tutankhamon, originalmente inscritti per Neferneferuaton e recanti l'epiteto "desiderato da Akhenaton", avevano in origine l'epiteto Akhet-hen-hyes, che significa "Utile al Suo sposo", e che rende necessariamente femminile il personaggio che ne fu insignito. La scoperta di Gabolde fu in seguito confermata da Allen. L'uso degli epiteti (così come la loro assenza) per identificare il re all'interno di un'iscrizione è diventata una pratica comune e citata dagli studiosi nelle loro opere - benché talvolta sia necessario ignorare un'iscrizione o un suo dettaglio per supportare un'ipotesi più grande. Anche se il dibattito su Smenkhara e Neferneferuaton continua, grazie a queste ultime scoperte è possibile fornire nuove interpretazioni delle evidenze archeologiche conosciute.

## Titolatura
Al prenomen, o nome regale
| N5 | S34 | t | L1 · Z2 |

| N5 | S34 | t | L1 · Z2 |

| N5 | S34 | t | L1 · Z2 |

| N5 | S34 | t | L1 · Z2 |

՚nḫ.t ḫprw r՚ - (Ankhteperura, cioè Viventi sono le manifestazioni di Ra) risultano associabili due nomen:
| i | t · n · N5 | i | i | U7 · t |

| i | t · n · N5 | i | i | U7 · t |

| i | t · n · N5 | i | i | U7 · t |

| i | t · n · N5 | i | i | U7 · t |

mr t itn - (Merytaton, cioè Amata da Aton) e
| i | t · n · N5 | nfr | nfr | nfr | nfr | N36 · T21 | N5 · n |

| i | t · n · N5 | nfr | nfr | nfr | nfr | N36 · T21 | N5 · n |

| i | t · n · N5 | nfr | nfr | nfr | nfr | N36 · T21 | N5 · n |

| i | t · n · N5 | nfr | nfr | nfr | nfr | N36 · T21 | N5 · n |

nfr nfr w itn mri w՚ n r՚ - (Neferneferuaton Meri-Uaenra, cioè Magnifica è la bellezza di Aton, Amata da Uaenra).

## Cronologia
| Periodo     | Dinastia | Anni di regno                   |
| Nuovo Regno | XVIII    | 1333 a.C. - 1333 a.C. ± 30 anni |

| predecessore: Akhenaton | Signore del Basso ed Alto Egitto | successore: Smenkhkhara |